# もりや学びの里
もりや学びの里（もりやまなびのさと）は、茨城県守谷市板戸井にある社会教育施設であり、アーティスト・イン・レジデンスの拠点の場である施設である。

## 概要

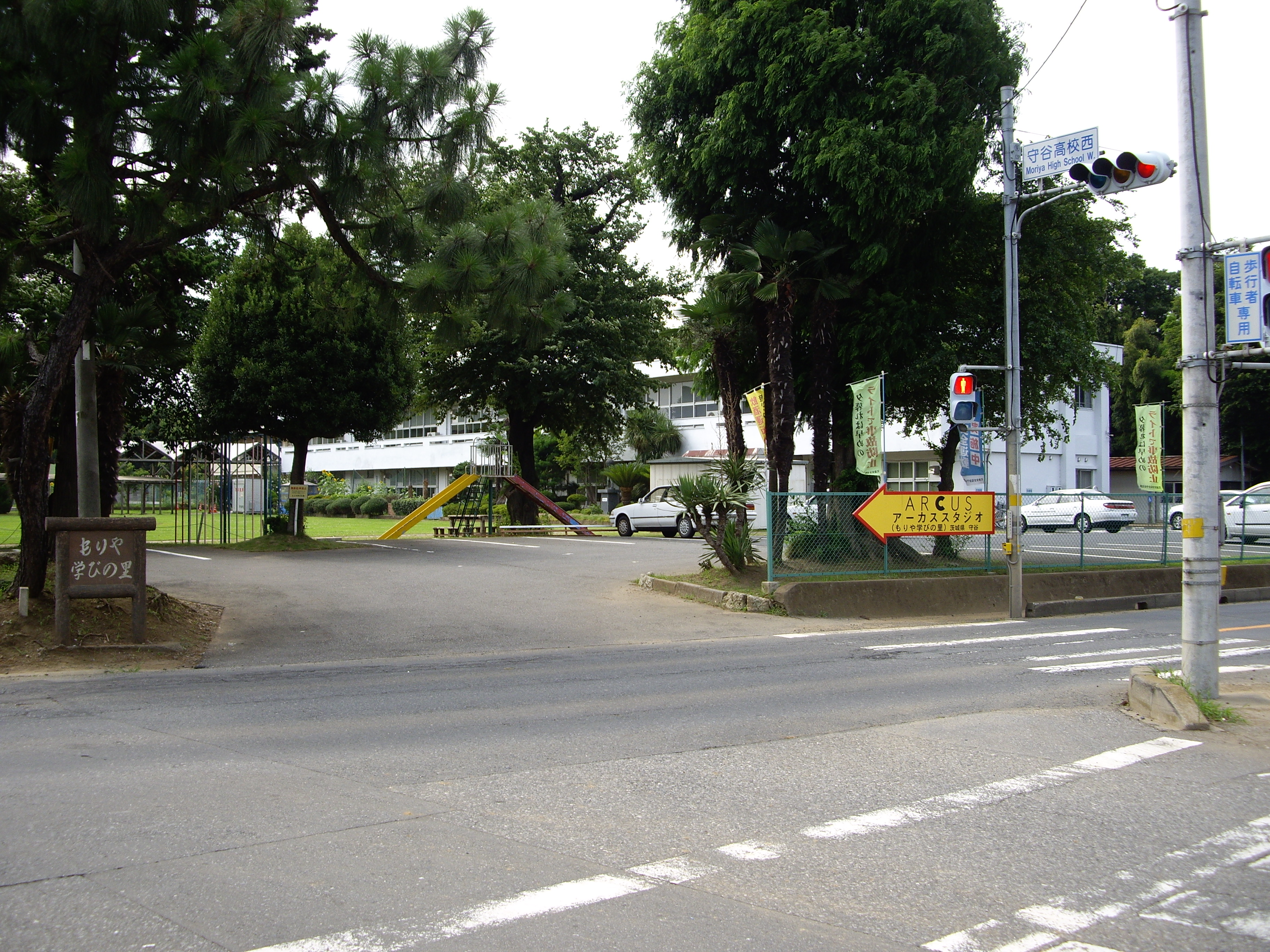
駐車場入口

1995年（平成7年）に、薬師台四丁目に新・大井沢小学校が開校するに従い、廃校となった旧・大井沢小学校跡地を利用して開設された社会教育施設である。また、アーティスト・イン・レジデンスの拠点の場にもなっており、世界各国からアーティストを招き、創作活動を行う｢アーカスプロジェクト｣の拠点の場となっている。

### 施設概要
- 所在地 〒302-0101　守谷市板戸井2481番地
- 開館時間　日・火・水・木・金・土曜日の9時～21時（宿泊時除く。また、バーベキュー施設は20:30まで）
- 休館日　月曜日・祝日・年末年始
- 利用方法
  - 原則的に市内に在住、在勤者が利用可能。団体利用の場合は7割がそれに該当する場合利用できる。
  - 守谷市役所市民協働推進課にもりや学びの里使用許可申請書を提出し、申請。
  - 申請は2か月前より可能である。また、土・日曜日、祝日、午後7時以降の利用は3日前まで、宿泊は5日前までに使用許可を取る必要がある。
  - 申請のキャンセルは使用予定日15日以内の場合は全額分のキャンセル料が発生する。
- 建築年月日
  - A棟：1967年
  - B棟：1979年
- 構造：鉄筋コンクリート造・地上2階建
- 敷地面積：11,213.57m2
- 延床面積：3,367.82m2
- 建築面積　
  - A棟：776.09m2
    - 子供室
    - 和室1　
    - 講座研修室1　
    - 講座研修室2
    - 和室2
    - 和室3
    - 郷土資料室
    - シャワー室

  - B棟：431.75m2
    - 調理実習室
    - 創作工芸室
    - 音楽活動室
    - 図書室

  - 体育館：882.63m2
  - バーベキュー施設（回廊含）：293.41m2
  - その他：62.17m2
    - 運動広場
    - 野外キャンプ施設
- 年間利用者数　32,500人[1]

## アーカスプロジェクト
当施設は、世界各国からアーティストを招き、創作活動を行う｢アーカスプロジェクト｣の拠点の場となっている。

## 交通機関
鉄道
- 首都圏新都市鉄道つくばエクスプレス守谷駅・関東鉄道常総線新守谷駅よりバス利用

路線バス
- ｢守谷高校入口｣下車徒歩3分（守谷駅、新守谷駅から利用可）

モコバス（コミュニティバス）
- ｢守谷高校前｣下車徒歩1分（守谷駅より利用可）

## リンク
- 施設案内（守谷市）・もりや学びの里